# Hilarion (Golubović)
Hilarion, imię świeckie Bojan Golubović (ur. 1974 w Zaječarze) – serbski biskup prawosławny.

## Życiorys
W rodzinnym mieście ukończył średnią szkołę elektrotechniczną, po czym wstąpił jako posłusznik do monasteru Crna Reka. Klasztor musiał opuścić z powodu obowiązku odbycia służby wojskowej, jednak po jej zakończeniu ponownie podjął życie monastyczne w monasterze Bukovo, w 1994. Tam też trzy lata później złożył wieczyste śluby mnisze. W maju tegoż roku został wyświęcony na hierodiakona, zaś 19 grudnia 1997 – na hieromnicha. W roku następnym został przełożonym monasteru Bukovo i koordynował prace nad jego odbudową i renowacją. W 2002 otrzymał godność protosyngla, zaś w 2006 – archimandryty. W 2009 został jednym z namiestników biskupich w swojej eparchii.
W 2013 ukończył studia licencjackie na wydziale teologii prawosławnej Uniwersytetu Belgradzkiego. W roku następnym został nominowany na biskupa timockiego. Jego chirotonia biskupia odbyła się w soborze Narodzenia Matki Bożej w Zaječarze pod przewodnictwem patriarchy serbskiego Ireneusza 10 sierpnia 2014.